# Luciano Barbosa
José Luciano Barbosa da Silva (Palmeira dos Índios, 13 de agosto de 1958) é um engenheiro civil, político brasileiro filiado ao Progressistas. É o atual prefeito de Arapiraca.

## Biografia
Natural de Palmeira dos Índios, Luciano viveu sua adolescência na cidade de Arapiraca e depois foi morar em Maceió, onde formou-se em Engenharia Civil pela Universidade Federal de Alagoas. 
Luciano Barbosa tem mestrado em Economia pela Universidade Columbia, no Estados Unidos.
Seu primeiro cargo público foi o de secretário de Educação do município de Arapiraca, em 1992. 
Também foi secretário estadual de Transportes, ministro da Integração Nacional e foi prefeito de Arapiraca por oito anos. 
No ano de 2014, formou a chapa vitoriosa ao governo de Alagoas com Renan Filho, sendo re-eleito em 2018.  
Além de vice-governador de Alagoas, no ano de 2015, Luciano Barbosa comandou a Secretaria de Estado da Educação. 
Foi eleito novamente Prefeito de Arapiraca em 2020. 